# Megachile grisea
Megachile grisea là một loài Hymenoptera trong họ Megachilidae. Loài này được Fabricius mô tả khoa học năm 1794.